# Spavinaw, Oklahoma
Spavinaw, Oklahoma (енгл. Spavinaw) град је у америчкој савезној држави Оклахома.

## Демографија
По попису из 2010. године број становника је 437, што је 126 (-22,4%) становника мање него 2000. године.
| Група             | 2000.       | 2010.       |
| Белци             | 345 (61,3%) | 259 (59,3%) |
| Афроамериканци    | 0 (0,0%)    | 0 (0,0%)    |
| Азијати           | 0 (0,0%)    | 0 (0,0%)    |
| Хиспаноамериканци | 21 (3,7%)   | 19 (4,3%)   |
| Укупно            | 563         | 437         |